# (3128) Obruchev

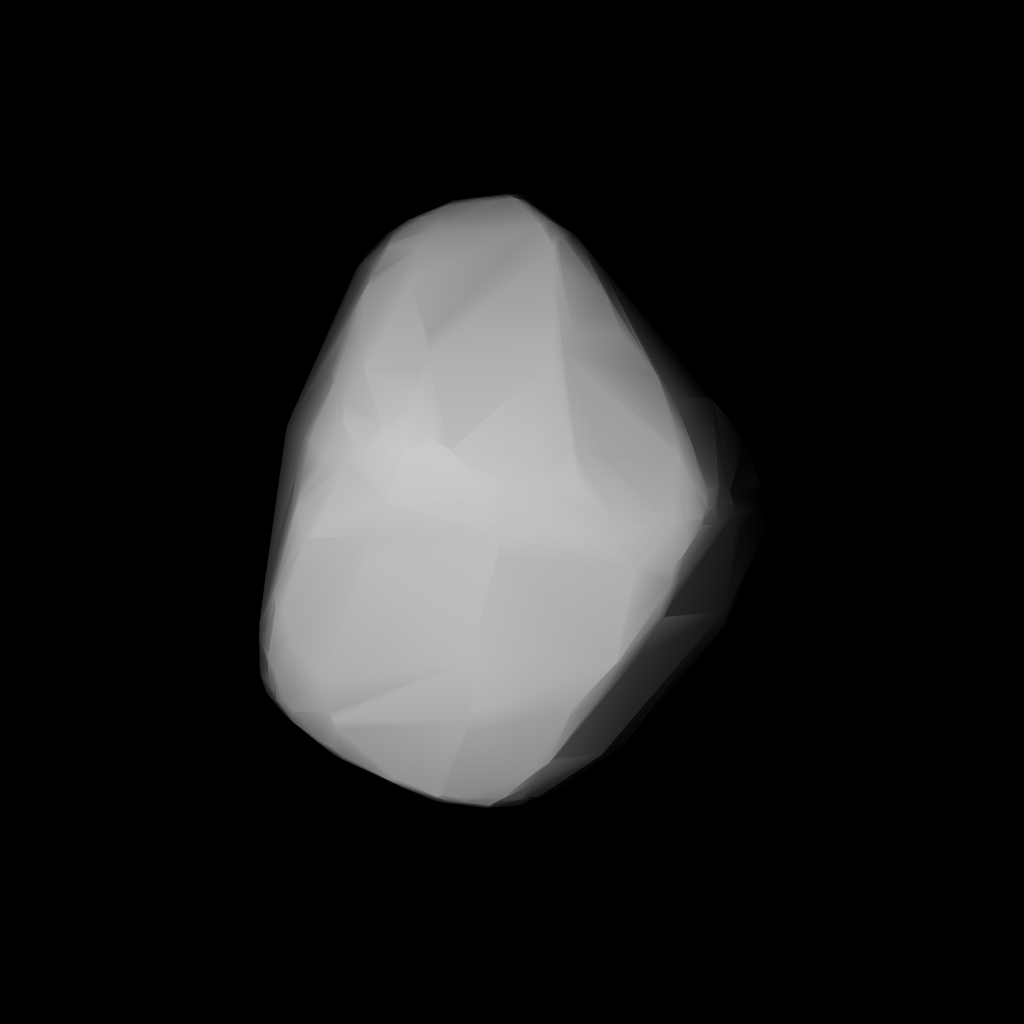
3D-Konvexformmodell des Asteroiden 3128 Obruchev (2024)

(3128) Obruchev (1979 FJ2; 1942 RG1; 1952 JE; 1976 YU4; 1979 HS2; 1981 VG2) ist ein ungefähr 20 Kilometer großer Asteroid des äußeren Hauptgürtels, der am 23. März 1979 vom russischen (damals: Sowjetunion) Astronomen Nikolai Stepanowitsch Tschernych am Krim-Observatorium (Zweigstelle Nautschnyj) auf der Halbinsel Krim (IAU-Code 095) entdeckt wurde. Er gehört zur Themis-Familie, einer Gruppe von Asteroiden, die nach (24) Themis benannt ist.

## Benennung
(3128) Obruchev wurde nach dem Geologen, Geographen und Schriftsteller Wladimir Afanassjewitsch Obrutschew (1863–1956) aus dem Russischen Kaiserreich, Russland und der Sowjetunion benannt, der einen wertvollen Beitrag zur geologischen Erforschung Sibiriens und Zentralasiens leistete. Er schrieb populäre Bücher über Wissenschaft und Science-Fiction-Romane. Ebenfalls nach ihm benannt ist der Mondkrater Obruchev.